# Немчинов, Яков Андреевич
Немчинов Яков Андреевич (1812 — 1894, Кяхта) — тарский, верхнеудинский и кяхтинский купец 1-й гильдии, коммерции советник, действительный статский советник, потомственный почётный гражданин.

## Биография и предпринимательская деятельность
НЕМЧИНОВЫ – одна из самых богатых и знаменитых купеческих династий Сибири. Эта фамилия появляется впервые в Таре в начале XVII в. Одним из первых тарских Немчиновых был природный «немчин» Адам Иванов, служивший конным казаком «литовского списка». Из среды Немчиновых вышел один из руководителей тарского бунта 1722 – казачий полковник Иван Немчинов. После подавления бунта многие из тарских служилых людей, носивших эту фамилию, были высланы в ссылку «на житье и службу» в Забайкалье, положив начало забайкальской ветви клана Немчиновых.
Немчинов Яков Андреевич (1812-1894, Кяхта), тарский, верхнеудинский и кяхтинский купец 1-й гильдии, коммерции советник, действительный статский советник, потомственный почетный гражданин. Его можно назвать одним из самых богатых людей Сибири XIX века.
Родился в семье тарских мещан.
Принято считать карьеру Я.А. Немчинова исключительно удачливой. Современники считали его «признанным торговым гением». Его компаньонами в крупнейших золотопромышленных компаниях Ленско-Витимской системы («Преображено-Витимской», «Компания промышленности», Бодайбинской») были самые состоятельные сибирские предприниматели – И.И. Базанов, М.А. Сибиряков, И.Н. Трапезников. Только одни прииски «Преображено-Витимской компании» давали Я.А.Немчинову доход в 400-500 тыс. рублей ежегодно. В Ленском горном округе ему принадлежали Андреевский, Аннинский, Благовещенский, Бодайбинский, Успенский, Шуваловский и др. прииски. Дополнительную прибыль давали обеспечение приисков продовольствием, а также доставка грузов и обслуживающего персонала транспортом Ленско-Витимской пароходной компании, в которой Я.А. имел равное долевое участие с прочими акционерами.
Немчинов Я.А. был не только крупнейшим владельцем золотых приисков в Забайкалье, в Олекминской и Ленско-Витимской системах. Вместе с компаньонами он финансировал экспедиции по изучению новых районов, представлявших интерес для золотопромышленности.
Немчинов Я.А. предпринимал усилия по развитию горнорудного и медеплавильного дела в Восточной Сибири. Имел собственные рудники, а также арендовал рудники в Ачинском и Минусинском окр. Енисейской губернии. Имел пароходство по Байкалу, Ангаре, Селенге. Вел также активную торговлю продуктами питания (чаем, сахаром), мануфактурными изделиями в Таре, Томске, Кяхте, Иркутске, Селенгинске, Верхнеудинске, на крупных ярмарках, как сам, так и через доверенных лиц – Арсентия Петровича Брянских, Рожина, Самсонова.

## Семья
Жена Немчинова Я.А. – Александра Григорьевна (1818-1889).
Дочери:
- Вера Яковлевна, вышла замуж за кяхтинского купца Михаила Онуфриевича Осокина;
- Екатерина Яковлевна (р. 1843), вышла замуж за иркутского купца Иннокентия Семеновича Котельникова;
- Александра Яковлевна, вышла замуж за иркутского купца Феодосия Ивановича Пахолкова;
- Надежда Яковлевна (р. 1852), вышла замуж за тарского купца Дмитрия Алексеевича Чернядева, дети: Дмитрий (р. 1877), Надежда (р. 1874), Анна (р. 1878);
- Елизавета Яковлевна (р. 1854), вышла замуж за тарского купца Михаила Федоровича Пяткова; её дочь Александра Михайловна вышла замуж за крупнейшего омского промышленника Сергея Христиановича Рандрупа, в семье было трое детей: Елизавета (1911 – 1979), Михаил (1913 – 1984) и Александра (1915 – 2011)[1];
- Христина Яковлевна, вышла замуж за иркутского купца Василия Федоровича Колыгина;
- Мария Яковлевна (р. 1862);
- Серафима Яковлевна (р. 1864), вышла замуж за кяхтинского купца Иннокентия Дмитриевича Синицына.

Сын
Андрей Яковлевич (1860 - 28.07.1900), Иркутский, Верхнеудинский и Кяхтинский купец I гильдии, «чайный король», действительный член ТКОРГО(Троицкосавско-Кяхтинское отделение Русского географического общества). Гласный Иркутской городской думы, почетный гражданин городов Томска и Тары. Был женат на Елене Михайловне Немчиновой (Будвид).

## Благотворительность и награды
В Кяхте семья Немчинова признавалась самой богатой, о его капиталах ходили легенды. Только официально он объявлял 17 млн рублей. Фактически же его капитал, как поговаривали, доходил до 48 млн рублей серебром. Обладая столь фантастическим по тем временам состоянием, Яков Андреевич жертвовал крупные суммы на благотворительность и общественно-полезные дела.
К числу наиболее значительных пожертвований Я.А. и его супруги Александры Григорьевны можно отнести:
- основание городского общественного банка в Кяхте в 1844 г.;
- постройку церкви Преображения в с. Преображенском Троицкосавского уезда в 1862 г.;
- постройку церкви и дома миссионера в Тунгусской степи в 1867-1869 гг;
- основание в 1868 году городского банка Тары;
- выделение 6050 руб. на разбивку Интендантского парка в Иркутске в 1870 г. и 50 тыс. руб. в помощь погорельцам в 1879 г.;
- пожертвование 10 тыс. руб. на празднование 300-летия присоединения Сибири к России в 1882 г.;
- учреждение в Троицкосавске сиропитательно-ремесленной школы в 1885 г.

Кроме того, супруги жертвовали на строительство иркутской Успенской церкви (1884-1885), второго иркутского театра, бедным жителям Иркутска, на устройство в Иркутске дома для умалишённых, на сиропитательные заведения с ремесленными классами в Таре (1875) и на тарские церкви, на открытие в Таре общественной библиотеки.
Яков Андреевич добился в Петербурге разрешения издавать в Кяхте газету и оказывал ей всяческую финансовую помощь и поддержку.
Немчинов Я.А. неоднократно получал благодарности от губернатора, был награждён орденом Св. Станислава 2-й степени (1869), Св. Владимира 3-й степени (1880), Св. Анны и др. 

## Память
В честь Я.А. Немчинова назван один из островов на реке Чикой; в 1910 г. ул. Нерпинская в Таре переименована в ул. Немчиновскую.
В городе Иркутске в здании когда то принадлежавшем Я.А. Немчинову открыт и успешно работает популярный у туристов, гостей города и горожан ресторан с названием «Ресторация купца первой гильдии Я.А. Немчинова». В этом же здании (когда то принадлежавшем Я.А. Немчинову) открыт Исторический отель Централь 1888.